# Матч за звание чемпиона мира по международным шашкам среди женщин 2004
Матч за звание чемпиона мира по международным шашкам среди женщин 2004 года проходил между чемпионкой мира Ольгой Камышлеевой (Хирлен, Голландия) и экс-чемпионкой Тамарой Тансыккужиной (Уфа, Россия) с 15 по 29 ноября в городе Уфа. Главный судья — судья международной категории Дмитрий Сыромятников (Якутия).
Матч проходил одновременно с матчем за звание чемпиона мира по международным шашкам среди мужчин 2004 года между представителем Башкортостана Александром Георгиевым и Алексеем Чижовым. Оба матча прошли в Уфе, в бизнес-центре гостиничного комплекса «Башкортостан», по адресу ул. Ленина, 25/29.
Победу в матче одержала Тамара Тансыккужина, выиграв по сетам 2-1 (по очкам 16-10).

## Открытие
Торжественное открытие обоих матчей за звание чемпиона мира по стоклеточным шашкам среди мужчин и женщин состоялось 15 ноября.
В церемонии приняли участие заместитель Премьер-министра Правительства Республики Башкортостан Халяф Ишмуратов, министр по физической культуре, спорту и туризму Республики Башкортостан Владимир Самородов и Президент Всемирной федерации шашек Иван Шовкопляс (Украина).
Они, согласно традиции, пожелали участникам матчей — Александру Георгиеву и Алексею Чижову, Ольге Камышлеевой и Тамаре Тансыккужиной удачного старта и счастливого финиша.

## 1-й сет
Проходил с 15 по 18 ноября. Партии начинались в 11 утра по местному времени, за исключением первого игрового дня, когда церемония открытия начиналась в 11.00, а игры — в полдень.
Сет выиграла чемпионка мира Камышлеева со счетом 5:3.

### 1-я партия
15.11.2004.
Тансыккужина — Камышлеева. 1-1.
Комментарий международного гроссмейстера Муродулло Амриллаева:
В дебюте преимущество было на стороне Камышлеевой. Но к середине игры инициативой завладела Тансыккужина. Её преимущество ощущалось до самого завершения игры, но реальный шанс одержать победу Тамара упустила из-за наступившего цейтнота
.
Запись партии.
1.32-28 19-23 2.28x19 14x23 3.37-32 10-14 4.41-37 5-10 5.33-28 17-21 6.28x19 14x23 7.39-33 13-19 8.44-39 10-14 9.33-28 8-13 10.31-27 21-26 11.35-30 20-24 12.30-25 11-17 13.39-33 7-11 14.49-44 2-8 15.34-29 23x34 16.40x20 15x24 17.43-39 17-21 18.45-40 18-23 19.50-45 4-10 20.40-34 10-15 21.44-40 14-20 22.25x14 9x20 23.37-31 26x37 24.42x31 3-9 25.31-26 9-14 26.26x17 11x31 27.36x27 20-25 28.48-43 14-20 29.46-41 12-17 30.41-37 17-21 31.34-29 23x34 32.40x29 1-7 33.47-41 8-12 34.41-36 13-18 35.39-34 24-30 36.43-39 19-23 37.28x19 20-24 38.29x20 15x13 39.34-29 30-35 40.36-31 21-26 41.32-28 12-17 42.45-40 35x44 43.39x50 17-21 44.38-32 7-12 45.29-24 12-17 46.50-44 17-22 47.28x17 21x12 48.44-39 12-17 49.33-28 17-21 50.39-33 6-11 51.33-29 1-1
Время. 2.08/2.05

### 2-я партия
16.11.2004.
Камышлеева — Тансыккужина. 2-0.
Комментарий международного гроссмейстера Муродулло Амриллаева:
Уже во второй партии подряд Тамара Тансыккужина попадает в цейтнот. Она очень стремилась выиграть, в дебюте получила очень заманчивую позицию, но, видимо, переоценила перспективы. Пошла на окружение шашек соперницы, что весьма рискованно и не характерно как для её игрового стиля, так и вообще для игры женщин. И из-за цейтнота, когда на пятнадцать ходов ей осталось всего десять минут, не смогла найти лучший вариант продолжения партии. Камышлеева сделала эффектный ход и четко выиграла.
.
Запись партии.
1.32-28 17-21 2.34-29 21-26 3.40-34 11-17 4.45-40 16-21 5.50-45 7-11 6.38-32 11-16 7.43-38 6-11 8.49-43 1-6 9.29-24 20x29 10.33x24 19x30 11.35x24 18-22 12.40-35 22x33 13.38x29 14-20 14.32-27 21x32 15.37x28 26x37 16.41x32 10-14 17.42-38 20-25 18.47-42 14-20 19.46-41 17-22 20.28x17 11x22 21.41-37 13-18 22.45-40 9-13 23.32-28 22x33 24.39x28 6-11 25.37-31 11-17 26.44-39 4-9 27.38-32 17-21 28.43-38 12-17 29.31-26 18-22 30.39-33 9-14 31.48-43 14-19 32.43-39 19x30 33.35x24 8-12 34.42-37 3-8 35.28-23 13-18 36.37-31 21-27 37.32x21 16x27 38.33-28 22x35 39.31x11 8-13 40.11-6 18-22 41.26-21 5-10 42.21-17 12x21 43.6-1 22-27 44.1-6 10-14 45.23-18 13x22 46.6x5 25-30 47.34x14 35-40 48.14-9 40-44 49.9-3 44-50 50.3x26 50-45 51.24-19+ 2-0
Время. 1.50/1.59

### 3-я партия
17.11.2004.
Тансыккужина — Камышлеева. 1-1.
Из официального пресс-релиза:
Разыграв дебют «Амстердамское начало», преимущество получила Камышлеева. Но после пары неточных ходов чемпионки мира инициативой завладела её соперница. Однако Тамаре Тансыккужиной и на сей раз не удалось выйти из цейтнота, и, несмотря на её большое преимущество (лишняя шашка в эндшпиле), Камышлеева сумела добиться ничьей
.
Запись партии.
1.32-28 19-23 2.28x19 14x23 3.37-32 10-14 4.41-37 5-10 5.34-29 23x34 6.39x30 14-19 7.44-39 10-14 8.40-34 16-21 9.31-26 11-16 10.32-28 20-25 11.45-40 14-20 12.50-45 9-14 13.37-32 3-9 14.36-31 7-11 15.49-44 1-7 16.47-41 4-10 17.31-27 20-24 18.41-37 15-20 19.46-41 18-23 20.41-36 12-18 21.28-22 17x28 22.33x22 7-12 23.26x17 12x21 24.22-17 11x31 25.37x17 2-7 26.36-31 8-12 27.17x8 13x2 28.39-33 7-12 29.32-28 23x32 30.38x27 6-11 31.43-38 11-17 32.38-32 2-7 33.42-38 10-15 34.48-42 9-13 35.33-29 24x33 36.38x29 17-22 37.44-39 22-28 38.32x23 19x28 39.31-26 13-19 40.30-24 19x30 41.35x24 12-17 42.27-22 18x27 43.24-19 14x23 44.29x18 16-21 45.18-13 20-24 46.42-38 7-12 47.38-33 28-32 48.13-9 32-37 49.9-4 27-32 50.4-31 37-41 51.31-37 41-46 52.37x35 12-18 53.35-2 21-27 54.40-35 18-22 55.2-16 46-32 56.16-7 32-41 57.7-1 41-32 58.34-29 25-30 59.35x24 32-46 1-1
Время 2.43/2.37.

### 4-я партия
18.11.2004.
Камышлеева — Тансыккужина. 1-1.
Из официального пресс-релиза:
В заключительной, четвёртой партии сета, преимущество в дебюте получила Тансыккужина. Но это не привело к победе, поскольку чемпионка изобретательно защищалась, и после 52 хода соперницы согласились на ничью.
.
Запись партии.
1.32-28 18-23 2.38-32 17-21 3.31-27 11-17 4.43-38 21-26 5.49-43 6-11 6.37-31 26x37 7.42x31 23-29 8.34x23 17-22 9.28x6 19x26 10.36-31 26x37 11.41x32 20-24 12.40-34 15-20 13.45-40 10-15 14.46-41 5-10 15.41-37 20-25 16.37-31 14-20 17.33-28 24-29 18.34x23 25-30 19.35x24 20x18 20.39-33 13-19 21.47-41 18-23 22.31-26 15-20 23.48-42 20-24 24.44-39 10-14 25.42-37 4-10 26.40-34 10-15 27.27-21 16x27 28.32x21 23x32 29.37x28 9-13 30.41-37 13-18 31.21-17 12x21 32.26x17 14-20 33.37-31 20-25 34.31-27 18-23 35.38-32 24-30 36.27-21 19-24 37.28x19 24x13 38.43-38 13-18 39.32-28 15-20 40.50-44 20-24 41.38-32 30-35 42.44-40 35x44 43.39x50 24-30 44.34-29 30-35 45.28-23 35-40 46.23x12 7x18 47.17-11 25-30 48.21-16 8-12 49.33-28 40-45 50.32-27 3-8 51.11-7 2x11 52.16x7 18-22 1-1
Время 2.01/2.05

## 2-й сет
Проходил с 20 по 23 ноября. Партии начинались в 11 утра по местному времени.
Сет выиграла экс-чемпионка мира Тансыккужина со счетом 5:3 и сравняла счет по сетам 1-1.

### 5-я партия
20.11.2004.
Камышлеева — Тансыккужина. 1-1.
Из официального пресс-релиза:
В пятой встрече Камышлеевой и Тансыккужиной, открывавшей второй сет матча, из дебюта с лучшей позицией вышла нынешняя обладательница шашечной короны Ольга Камышлеева, получившая ясный, просторный центр. У её соперницы были определённые слабости, обусловленные неудачным расположением шашек по флангам.
Потом игра перешла в открытую позицию, ближе к миттельшпилю Тамара Тансыккужина улучшила своё положение, игра могла перейти в классическую позицию. Но в цейтноте Камышлеева допустила ряд неточностей, на что ей такой же «любезностью» ответила Тансыккужина. После этого у Камышлеевой была возможность сделать сильный ход, на который чёрные не могли бы найти ответа, но она его не заметила. Игра завершилась вничью
.
Запись партии.
1.32-28 19-23 2.28x19 14x23 3.37-32 10-14 4.41-37 5-10 5.34-29 23x34 6.39x30 20-24 7.30x19 13x24 8.40-34 8-13 9.34-30 14-19 10.44-39 2-8 11.45-40 10-14 12.40-34 18-23 13.46-41 14-20 14.30-25 24-29 15.33x24 20x40 16.35x44 12-18 17.39-33 7-12 18.44-39 9-14 19.32-28 23x32 20.37x28 19-24 21.39-34 4-9 22.43-39 1-7 23.41-37 14-20 24.25x14 9x20 25.49-43 3-9 26.50-44 17-22 27.28x17 12x21 28.37-32 7-12 29.47-41 21-26 30.41-37 11-17 31.31-27 9-14 32.33-28 17-22 33.28x17 12x21 34.34-29 24x33 35.39x28 14-19 36.37-31 26x37 37.42x31 21-26 38.43-39 26x37 39.32x41 20-24 40.41-37 15-20 41.37-32 24-29 42.36-31 19-23 43.28x19 13x24 44.44-40 8-13 45.40-35 20-25 46.31-26 13-19 47.39-33 29-34 48.48-42 25-30 49.26-21 19-23 50.21-17 24-29 51.33x24 30x19 52.38-33 19-24 53.42-38 24-30. 1-1
Время 2.10/2.00

### 6-я партия
21.11.2004.
Тансыккужина — Камышлеева. 2-0.
Из официального пресс-релиза:
Тамара Тансыккужина, после пяти часов напряженной борьбы, заставила капитулировать действующую чемпионку мира Ольгу Камышлееву из Нидерландов. Шашистка из Уфы завладела инициативой с дебюта, а затем методично наращивала своё преимущество. В середине игры в результате позиционной борьбы и тактического удара Тансыккужиной удалось расчленить силы соперницы по флангам, а затем, ослабив её левый фланг, прорваться в дамки. На 61-м ходу Камышлеева признала своё поражение.
Запись партии.
1.32-28 19-23 2.28x19 14x23 3.31-27 10-14 4.34-29 23x34 5.39x30 20-25 6.44-39 25x34 7.39x30 13-19 8.30-25 15-20 9.40-34 8-13 10.45-40 5-10 11.34-30 20-24 12.50-45 2-8 13.37-32 18-23 14.33-29 24x33 15.38x18 13x31 16.36x27 12-18 17.43-38 7-12 18.38-33 1-7 19.49-43 8-13 20.43-38 17-21 21.41-37 18-22 22.27x18 13x22 23.32-28 11-17 24.30-24 19x30 25.25x34 22-27 26.28-23 21-26 27.34-29 9-13 28.40-34 17-21 29.23-19 13x24 30.29x9 3x14 31.45-40 6-11 32.35-30 11-17 33.30-25 27-31 34.34-29 12-18 35.29-23 18x29 36.33x24 7-12 37.40-34 12-18 38.37-32 17-22 39.32-28 22x33 40.38x29 4-9 41.42-38 21-27 42.24-20 9-13 43.20x9 13x4 44.25-20 31-37 45.29-24 18-23 46.38-33 16-21 47.33-29 23-28 48.20-15 26-31 49.24-19 27-32 50.19-13 10-14 51.13-8 31-36 52.29-23 28x19 53.8-3 21-27 54.3x25 36-41 55.47x36 32-38 56.34-29 19-23 57.29x18 38-42 58.25-20 42-47 59.20-24 47x20 60.15x24 27-32 61.18-13 2-0
время 2.13/2.32.

### 7-я партия
22.11.2004.
Камышлеева — Тансыккужина. 1-1.
Из официального пресс-релиза:
Игравшая черными Тансыккужина получила преимущество в дебюте, овладев центром. Камышлеева хотела пойти на окружение, началась стратегическая борьба. После неудачных попыток произвести окружение, чемпионка мира разменяла центральную шашку, и игра приняла классический характер. Тансыккужина могла сыграть жестче, но решила не рисковать. На 50-м ходу партия завершилась вничью. 
.
Запись партии.
1.32-28 17-22 2.28x17 12x21 3.34-29 7-12 4.40-34 21-26 5.45-40 11-17 6.50-45 6-11 7.38-32 1-6 8.42-38 20-24 9.29x20 15x24 10.47-42 17-21 11.34-30 21-27 12.32x21 26x17 13.40-34 2-7 14.30-25 19-23 15.31-27 14-19 16.44-40 23-28 17.33x22 17x28 18.34-30 18-23 19.37-32 28x37 20.41x32 10-14 21.46-41 5-10 22.41-37 12-18 23.39-33 10-15 24.43-39 7-12 25.33-28 12-17 26.37-31 17-21 27.49-43 8-12 28.39-33 21-26 29.43-39 26x37 30.42x31 12-17 31.48-42 14-20 32.25x14 9x20 33.30-25 4-9 34.25x14 9x20 35.31-26 17-21 36.26x17 11x31 37.36x27 3-8 38.42-37 20-25 39.39-34 8-12 40.34-30 25x34 41.40x20 15x24 42.45-40 6-11 43.40-34 11-17 44.34-30 17-21 45.30-25 21-26 46.25-20 24x15 47.35-30 15-20 48.30-24 20x29 49.33x24 19x30 50.28x17 30-34 1-1
время 1.55/1.58

### 8-я партия
23.11.2004.
Камышлеева — Тансыккужина. 1-1.
Из официального пресс-релиза:
В дебюте четвёртой партии второго сета небольшой инициативой владела Камышлеева, но в первом миттельшпиле она сделала пару неточных ходов и партия перешла в классическое русло. В середине преимущество перешло к Тансыккужиной, вопрос стоял уже об её победе. В итоге на 55 ходу была зафиксирована ничья.
Запись партии.
1.32-28 19-23 2.28x19 14x23 3.33-28 23x32 4.37x28 10-14 5.41-37 14-19 6.39-33 5-10 7.44-39 10-14 8.37-32 17-22 9.28x17 12x21 10.46-41 7-12 11.41-37 11-17 12.50-44 6-11 13.33-28 1-6 14.38-33 21-26 15.43-38 17-22 16.28x17 12x21 17.49-43 4-10 18.34-30 19-24 19.30x19 14x23 20.35-30 10-14 21.33-28 13-19 22.31-27 8-13 23.30-25 20-24 24.39-33 14-20 25.25x14 9x20 26.37-31 26x37 27.42x31 3-9 28.31-26 11-17 29.43-39 2-8 30.47-42 20-25 31.42-37 17-22 32.28x17 21x12 33.37-31 24-30 34.40-34 15-20 35.48-43 9-14 36.27-21 16x27 37.31x22 18x27 38.32x21 6-11 39.44-40 12-18 40.40-35 20-24 41.21-16 8-12 42.16x7 12x1 43.38-32 1-7 44.43-38 7-12 45.32-27 23-29 46.34x23 18x29 47.38-32 29x38 48.32x43 30-34 49.39x30 25x34 50.27-21 12-17 51.21x12 13-18 52.12x23 19x28 53.26-21 28-33 54.21-17 33-39 55.45-40
1-1
время 1.54/1.59

## 3-й сет
Проходил с 25 по 28 ноября. Начало партий в 11 утра по местному времени.
Участники матча за мужскую корону Чижов и Георгиев переехали в Ижевск.
Победу в сете (6-2 по очкам) и в матче (по сетам 2-1) одержала Тамара Тансыккужина. Решающей оказалась первая партия сета, где была чемпионка мира потерпела поражение.

### 9-я партия
25.11.2004.
Тансыккужина — Камышлеева. 2-0.
Камышлеева вновь проиграла чёрным цветом.
Из официального пресс-релиза:
Комментируя ход игры, тренер Тансыккужиной Юрий Черток отметил, что Камышлеева разыграла экстравагантный дебют и получила позиционное преимущество, причем, на первый взгляд, преимущество было на стороне её соперницы; было очевидно, что чемпионка мира применяет новую разработку. Но в середине игры, как и во множестве других партий, Тансыккужина за счет тактических осложнений подготовила мощный удар, который её соперница пропустила. У чемпионки мира была возможность провести комбинацию, но она её не заметила.
В результате, партия завершилась очень быстро, всего за три с половиной часа, оказавшись самой короткой партией в матче. Впервые в матче в счете повела Тамара Тансыккужина — этот момент очень важен в психологическом плане. 
Запись партии.
1.34-29 19-24 2.40-34 14-19 3.45-40 10-14 4.32-28 5-10 5.37-32 17-22 6.28x17 12x21 7.32-28 8-12 8.38-32 21-26 9.41-37 3-8 10.50-45 11-17 11.43-38 7-11 12.49-43 1-7 13.47-41 17-22 14.28x17 11x22 15.32-28 7-11 16.28x17 11x22 17.31-27 22x31 18.36x27 2-7 19.27-22 18x27 20.29-23 19x28 21.33x31 14-19 22.31-27 10-14 23.34-29 24x33 24.39x28 4-10 25.44-39 20-25 26.37-32 19-24 27.39-34 14-20 28.41-37 6-11 29.46-41 11-17 30.41-36 10-14 31.27-21 16x27 32.32x21 24-29 33.34x23 25-30 34.35x24 20x18 35.43-39 14-19 36.37-32 15-20 37.38-33 19-24 38.42-38 20-25 39.28-23 18x29 40.36-31 26x28 41.33x2 9-14 42.2-11 12-18 43.39-34 8-12 44.34x23 18x29 45.11-16 12-18 46.21-17 2-0
Время 1.36/1.46.

### 10-я партия
26.11.2004.
Камышлеева — Тансыккужина. 0-2.
Выигрыш в партии фактически обеспечил итоговую победу в матче Тамаре Тансыккужиной. Ей оставалось в последующих партиях сыграть хотя бы одну партию вничью.
Запись партии.
1.32-28 17-22 2.28x17 12x21 3.34-29 21-26 4.40-34 7-12 5.45-40 11-17 6.50-45 6-11 7.29-24 19x30 8.35x24 20x29 9.33x24 14-20 10.39-33 20x29 11.33x24 10-14 12.44-39 5-10 13.38-33 14-20 14.42-38 20x29 15.33x24 10-14 16.47-42 17-22 17.49-44 12-17 18.38-32 1-6 19.34-29 13-19 20.24x13 8x19 21.40-34 2-8 22.45-40 8-13 23.29-24 19x30 24.34x25 14-19 25.43-38 17-21 26.31-27 22x31 27.36x27 18-23 28.38-33 9-14 29.40-34 15-20 30.44-40 20-24 31.40-35 3-8 32.48-43 8-12 33.41-36 12-17 34.42-38 24-30 35.35x24 19x30 36.27-22 17x28 37.33x22 13-19 38.38-33 23-28 39.32x23 19x17 40.34-29 30-35 41.39-34 14-19 42.43-39 17-22 43.34-30 35x24 44.29x20 22-27 45.39-34 27-31 46.36x27 21x41 47.46x37 16-21 48.34-29 11-17 49.20-15 17-22 50.25-20 21-27 51.37-32 27x38 52.33x42 26-31 53.29-23 19x28 54.20-14 31-36 55.14-9 4x13 56.15-10 28-33 57.10-4 13-18 58.4-15 33-39 59.15-29 36-41 60.29x12 41-47 61.42-37 39-43 62.12-8 43-49 63.8-3 47-36 64.3-25 22-28 65.25-20 49-32 0-2
Время 2.59/2.22

### 11-я партия
27.11.2004.
Тансыккужина — Камышлеева. 1-1.
Ничья в третьей партии третьего сета матча официально позволила стать чемпионкой мира Тамаре Тансыккужиной в третий раз. Игра шла свыше пяти часов.
Запись партии.
1.34-29 20-25 2.40-34 17-21 3.45-40 12-17 4.32-28 7-12 5.50-45 1-7 6.31-26 18-22 7.37-31 12-18 8.41-37 19-23 9.28x19 14x23 10.46-41 21-27 11.38-32 27x38 12.43x32 7-12 13.48-43 10-14 14.42-38 14-19 15.32-28 23x32 16.37x28 19-24 17.29x20 25x14 18.34-29 15-20 19.39-34 5-10 20.44-39 20-25 21.41-37 14-20 22.37-32 10-15 23.31-27 22x31 24.26x37 16-21 25.29-24 20x29 26.33x24 21-26 27.39-33 11-16 28.34-30 25x34 29.40x29 17-22 30.28x17 12x21 31.32-28 6-11 32.35-30 11-17 33.30-25 18-22 34.45-40 13-19 35.24x13 8x19 36.29-24 19x30 37.25x34 2-8 38.37-32 8-13 39.43-39 13-19 40.36-31 26x37 41.32x41 15-20 42.41-37 9-14 43.34-29 3-9 44.40-35 9-13 45.35-30 20-25 46.39-34 14-20 47.29-23 20-24 48.23x14 24x35 49.49-44 21-26 50.34-29 13-18 51.47-41 16-21 52.38-32 22-27 53.28-23 27x38 54.33x42 25-30 55.23x12 17x8 56.42-38 8-12 57.38-33 12-18 58.33-28 18-22 59.28x17 21x12 60.37-32 12-18 61.32-27 26-31 62.27x36 18-22 63.36-31 22-28 64.31-27 30-34 65.29x40 28-33 66.44-39 1-1
Время 2.26/2.43

### 12-я партия
28.11.2004.
Камышлеева — Тансыккужина. 1-1.
Партия не имела турнирного значения и очень быстро, за полчаса, завершилась вничью.
Запись партии.
1.32-28 19-23 2.28x19 14x23 3.37-32 10-14 4.41-37 5-10 5.34-29 23x34 6.39x30 20-24 7.30x19 13x24 8.44-39 8-13 9.50-44 2-8 10.33-29 24x33 11.38x29 18-23 12.29x18 12x23 13.46-41 14-19 14.35-30 10-14 15.30-25 7-12 16.39-33 1-7 17.44-39 12-18 18.32-28 23x32 19.37x28 17-22 20.28x17 11x22 21.41-37 8-12 22.42-38 19-23 23.33-29 23x34 24.40x29 14-19 25.29-24 19x30 26.25x34 6-11 27.37-32 22-27 28.31x22 18x27 29.32x21 16x27 30.38-32 27x38 31.43x32 11-17 32.48-42 13-18 33.42-38 9-13 34.39-33 4-9 35.45-40 9-14 36.36-31 13-19 37.31-26 14-20 38.32-27 20-25 39.38-32 19-23 40.33-28 15-20 41.28x19 18-22 1-1
Время 0.15/0.10.